# Фридрих Франц III (великий герцог Мекленбург-Шверина)
Фридрих Франц III Пауль Николай Эрнст Генрих Мекленбург-Шверинский (нем. Friedrich Franz III. Paul Nikolaus Ernst Heinrich von Mecklenburg-Schwerin; 19 марта 1851, Людвигслюст, Германия — 10 апреля 1897, Канны, Франция) — правящий великий герцог Мекленбург-Шверинский с 15 апреля 1883 года.

## Биография
Родился 19 марта 1851 года.
Сын великого герцога Мекленбург-Шверинского Фридриха Франца II и его первой жены Августы Рейсс-Шлейц-Кестрицской. Праправнук российского императора Павла I; правнук его дочери, великой княжны Елены Павловны.
С раннего возраста Фридрих Франц имел серьёзные проблемы с дыханием, страдал астмой. Он не мог находиться на севере Европы и жил на побережье Средиземного моря, где мягкий климат сглаживал симптомы его болезни.
Принимал участие во Франко-прусской войне 1870—1871 годов, и 26 ноября 1871 года российский император Александр II пожаловал ему орден Св. Георгия 4-й степени
В воздаяние отличной храбрости и военных подвигов, оказанных во время военных действий во Франции.
После смерти отца в 1883 году он стал правящим герцогом Мекленбург-Шверинским.
10 апреля 1897 года Фридрих Франц III, и так не отличавшийся здоровьем, умер при необычных обстоятельствах. Сначала сообщили, что он покончил с собой, бросившись с парапета моста. Однако согласно официальному отчёту это был несчастный случай: герцог находился в саду, когда с ним случился приступ астмы, он пошатнулся и перевалился через перила моста. Самоубийство Фридриха Франца стало бы скандалом, его не смогли бы похоронить по христианскому обряду. Поэтому его смерть объявили несчастным случаем, а версию о самоубийстве замяли.
Герцогу наследовал его сын Фридрих Франц IV, регентом при котором до совершеннолетия состоял его дядя герцог Иоганн Альбрехт.

## Семья
В январе 1879 года Фридрих Франц женился на великой княжне Анастасии Михайловне (1860—1922), дочери великого князя Михаила Николаевича и внучке Николая I. Супруга приходилась Фридриху Францу троюродной тёткой, общий предок — российский император Павел I, а также троюродной сестрой: их бабки по отцовским линиям были дочерьми прусского короля Фридриха Вильгельма III и королевы Луизы, принцессы Мекленбург-Стрелицкой.
Дети:
- Александрина (1879—1952), замужем за королём Дании Кристианом X,
- Фридрих Франц IV (1882—1945), последний правивший великий герцог Мекленбург-Шверинский (отрёкся в 1918),
- Цецилия (1886—1954), замужем за прусским кронпринцем Вильгельмом.